# День войск связи Украины
«День войск связи» (укр. «День військ зв’язку») — национальный профессиональный праздник, всех работников и военнослужащих Войск связи Украины, который отмечается в стране ежегодно 8 августа.
«День войск связи» появился в украинском официальном календаре сравнительно недавно, в 2000 году, после того, как 1 февраля 2000 года, в столице Украины городе-герое Киеве, второй президент Украины Леонид Данилович Кучма подписал Указ N 154/2000 «О Дне войск связи» который предписывал отмечать его на Украине каждый год 8 августа. В президентском указе Леонида Кучмы, в частности, говорилось, что этот праздник вводится: «учитывая заслуги войск связи в укреплении обороноспособности государства».
Глава государства выбрал 8 августа для проведения «Дня связиста» не случайно. Именно в этот день в 1920 году в городе Киеве, на базе прежнего Константиновского юнкерского военного училища началась подготовка военных связистов на вторых Киевских военно-инженерных курсах.
В 2005 году, министр обороны Украины Анатолий Степанович Гриценко, поздравляя связистов с их профессиональным праздником, сказал следующие слова:

«Это праздник объединяет историю и современность войск, является свидетельством заслуг и оценкой ратного труда многих поколений профессионалов военной связи, их роли в обеспечении обороноспособности нашего Отечества… Во все мятежные дни связисты находились на передовой. Опыт, полученный в годы Великой Отечественной войны, в горах Афганистана, в аду Чернобыля сейчас шлифуется и приумножается в учебных аудиториях, на полигонах, во время миротворческих учений и миссий. Тем самым обеспечивается высокая боевая готовность, оперативность и надежность управления войсками. Организована и постоянно действует украинская связь с нашими миротворцами в Ираке, Косово, Сьерра-Леоне, Ливане…».

Эта цитата наглядно свидетельствует о том, какая ответственная роль возложена на военных связистов в укреплении обороноспособности страны и в деле становления украинской государственности. Уже традиционно, в «День войск связи Украины», руководство страны и высшие чины МО поздравляют своих подчинённых с этим профессиональным праздником, а наиболее отличившиеся военнослужащие награждаются государственными наградами, внеочередными воинскими званиями, памятными подарками, правительственными грамотами и благодарностями командования.
«День войск связи» не является нерабочим днём, если, в зависимости от года не выпадает на выходной.